# アイドル道
アイドル道（アイドルどう）は、フジテレビ721が2003年4月から2005年3月まで放送したバラエティ番組。

## 出演者

### 1stシーズン（2003年4月～2003年9月）
- 司会

やるせなす（グラビアチーム担当）、北陽（制服チーム担当）
- セクシーチーム

森下千里、伊織、水谷さくら、みさきゆう、片岡未来、佐藤ゆりな、星ひとみ、下元あきら
- ゲスト司会

おりも政夫、布川敏和、岡本夏生
- 制服チーム

沢尻エリカ、佐藤めぐみ、サエコ、小松彩夏、栗田梨子、林千草、河原亜依、亜沙里
- コーチ

三田智子

### 2ndシーズン（2003年10月～2004年3月）
- 司会

やるせなす、北陽（多忙のためかたまにしか出演しなかった）
- 残留組

森下千里、沢尻エリカ、サエコ、栗田梨子、伊織、片岡未来、林千草、河原亜依、亜沙里
- 新規組

和希沙也、中川翔子、杉原あんり、秋本未莉

### 3rdシーズン（2004年4月～2004年9月）
- 司会

アンタッチャブル、北陽、片岡未来
- 残留組

沢尻エリカ、和希沙也、中川翔子、伊織、杉原あんり、林千草、河原亜依、亜沙里、秋本未莉
- 新規組

夏川純、浜田翔子、山本彩乃、桝木亜子、安慶名ゆかり

### 4thシーズン（2004年10月～2005年3月）
- 司会

アンタッチャブル、北陽
- 残留組

山本彩乃（アイドブルー）、秋本未莉（アイドイエロー）
- 新規組

阿井莉沙（アイドレッド）、北乃きい（アイドピンク）、寺田有希（アイドグリーン）
- その他レギュラー

東京03
- ゲスト

カンニング、アンガールズ、次長課長、スピードワゴン
- ゲストアイドル

石坂ちなみ、石井めぐる、愛川ゆず季、滝沢乃南、ゴールデン小雪、相澤仁美、佐野夏芽、松嶋初音、鈴木葉月、番ことみ

## イベント
- お台場冒険王（2003年、2004年）
- 荏原ウエストサイドストーリー公演（2004年2月）
- 公開収録@スタジオドリームメーカー（2004年10月～2005年2月）

## STAFF
- プロデューサー：関卓也
- 総合演出：佐々木敦規
- アシスタントプロデューサー：古賀隆介
- ディレクター：石岡孝利　ほか